# Arigio
San Arigio de Gap (Chalon-sur-Saône, 535 - 614), Aredio, Arey, Érige o Arige. Obispo de Gap (574-610).

## Martirologio Romano
"En Gap, en la región de la Provenza, en Francia, san Arigio, obispo, que se distinguió por su paciencia en las adversidades, por su celo en enfrentarse a los simoníacos y por su caridad para con los monjes que habían sido enviados desde Roma para evangelizar Inglaterra."

## Biografía
Nació en Chalon-sur-Saone, a mediados del siglo VI, en una noble familia galorromana. Fue ordenado sacerdote por Siagrio, obispo de Grenoble, y ejerció su sacerdocio en Trièves y Gap. En 579 sucedió como obispo de la ciudad a Sagitario, depuesto porque estaba más enfocado en las armas que en la pastoral.
Se familiarizó con el papa Gregorio Magno, con el que intercambio cartas: "La amistad ha hecho una sola alma tuya y mía; de modo que mi corazón, que sufre los sufrimientos tuyos, ha sentido profundamente la aflicción causada por la muerte de los miembros de tu familia". 
Cuando murió en 614, la gente le dio un funeral solemne. Se le atribuyen varias leyendas que manifiestan la veneración que sus fieles le llevaron. 
El papa Pío X confirmó su culto el 9 de diciembre de 1903.

## La leyenda del oso de San Arigio
Al regresar de Roma en el año 605, Arigio pasó por el paso de Montgenèvre, y en el bosque su carruaje fue confrontado por un oso, que hizo huir a uno de los bueyes que lo tiraban. A continuación, Arigio ordenó al animal que se metiera debajo del yugo en lugar del buey perdido. El oso, dócil, se dejó enganchar, y Arigio llegó a Gap en esta tripulación peculiar. Reconociendo el animal que no le había molestado, lo soltó. El oso fue a refugiarse en los bosques vecinos, de donde surgió solo el día del entierro del obispo.
En cuanto al "Bosque del oso", para algunos está en Boscodon, donde en 1150 se encontró el esqueleto de un gran oso.
En un mural de la iglesia de Auron, que data de la primera mitad del siglo XV, se lleva al suelo en un carro tirado por un buey y un oso.

## Iglesias bajo el patrocinio de San Arigio
- Sancti Erigii de Valernes
- Saint-Erige de Auron
- Saint-Arey de Le Freney-d'Oisans
- Saint-Arey de Serres
- Saint-Arige-et-Saint-Vincent-de-Saragosse de Péone
- Saint Arige de Roquestéron

- Datos: Q2860886